# Sadr al-Din Ardabili
Sadr al-Din Ardabili o xaykh Sadr al-Din Musa (1305 -1391) fou el segon fill de Safi al-Din, l'ancestre de la dinastia safàvida i cap de la confraria. A la mort del seu pare va assolir la direcció de l'orde.
Engrandí el mausoleu safàvida a Ardabil. El cobànida Màlik Aixraf es va inquietar pel seu poder creixent i el va fer empresonar a Tabriz. Alliberat al cap de tres mesos, va intentar fer-lo presoner altre cop però Sadr va fugir al Gilan.
Màlik Aixraf tenia forta oposició; un dels xaykhs o caps religiosos que se li oposava era Abu l-Hassan Mohayeddin de Bardaa, que va fugir a Nova Sarai (a l'Horda d'Or); en un sermó a aquesta ciutat va parlar del patiment del seu poble de manera tan convincent que el kan Janibeg va decidir marxar contra Aixraf; va sortir al front de 200.000 homes en direcció a Derbent i Xirvan. Aixraf al saber el que passava, va reunir un exèrcit de 90.000 homes que es va concentrar a Tabriz; però quan Janibeg va aparèixer les seves forces estaven desmoralitzades i foren derrotades amb certa facilitat. Aixraf i el seu conseller Kaws foren capturats i el primer decapitat sent enviat el seu cap a Tabriz per ser penjat a la porta de la mesquita de Maragha acabant amb ell la dinastia cobànida. Aixraf havia enviat una caravana amb els seus tresors cap a la fortalesa d'Alindjak però Janibeg la va interceptar i se'n va apoderar. Janibeg va restar 40 dies a Tabriz, prohibint a la seva gent saquejar la ciutat i les altres ciutats i pobles. Després va retornar cap al seu territori per Awjan, deixant com a governador de l'Azerbaidjan (a Tabriz) al seu fill Berdibeg amb 15.000 homes. Sadr va poder tornar a Ardabil però la promesa del kan de cedir-li diversos territoris no es va concretar per la mort de Janibeg en el retorn cap a casa (1357).
Va viure fins al 1391. Va deixar com a successor al seu fill Khwadja Ali.